# سارجاس (نجم)

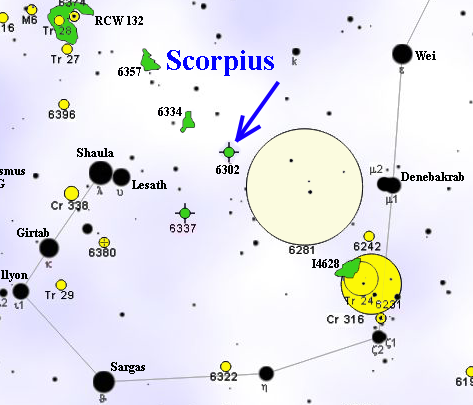
موقع سديم الفراشة، السهم يشير إلى سديم الفراشة ، وسارجاس في أسفل الصورة.

سارجاس في علم الفلك (بالإنجليزية: Sargas ) هي تسمية للنجم «ثيتا العقرب» هو نجم ثنائي في كوكبة العقرب قدرة الظاهري +1.87  وينتمي إلى تصنيف طيفي F0 II ؛ وبذلك فهو يعتبر من النجوم الساطعة. يبعد النجم سارجاس عنا نحو 300 سنة ضوئية .